# Ah sì? E io lo dico a Zzzzorro!
Ah sì? E io lo dico a Zzzzorro! ist eine 1975 entstandene Filmparodie auf Zorrofilme und Italowestern, die im deutschen Sprachraum nicht gezeigt wurde.

## Inhalt
Der Volksheld Zorro greift ein, um die Ehe zwischen Carmel und Marcel zu verhindern. Bei seinen akrobatischen Aktionen verletzt er sich jedoch am Po, sodass er bewegungsunfähig ist. Da der Priester Donato, unterstützt von seinem Küster Archimede, jedoch die Untaten der französischen Söldner des Gouverneurs nicht unbeantwortet lassen möchte, überredet er den etwas ungeschickten Bauern Felipe, die Rolle Zorros einzunehmen. Da Felipe die schöne Rosita beeindrucken möchte, willigt er ein. Tatsächlich verschwindet seine Hasenfüßigkeit, wenn er Wein getrunken hat.
Als der Gouverneur den beliebten Grafen Manuel La Paz hängen lassen will, wird er vom in seinen Truppen dienenden besten Fechter Frankreichs, De Colegnac, unterstützt. Dadurch wird die Aufgabe Felipes, den Graf zu retten, äußerst schwierig. Mit der Hilfe der Landbevölkerung und des inzwischen genesenen echten Zorro kann Felipe jedoch auch diese Schwierigkeit meistern, die Revolution siegreich gestalten, und am Ende seine Rosita heiraten.

## Kritik
Christian Keßler bemerkt: „Auch wenn dieser Film am Klassikerstatus zielsicher vorbeischrapt, so habe ich doch einige Male herzlich lachen müssen.“

## Bemerkungen
Internationaler Titel ist The Mark of Zorro.
Die Filmmusik erschien auf LP (International IS-9041).